# Iglesia de la Asunción (El Casar)
La Iglesia Parroquial de la Asunción es un templo católico situado en la Plaza Mayor de El Casar (Provincia de Guadalajara, España).
Uno de los elementos más singulares del templo es el coro alto que se encuentra en el interior, frente al altar mayor. 
El retablo mayor es obra de Antonio de Herrera Barnuevo y de  Martín de Ortega.